# Olympius (gladiateur)
Pour les articles homonymes, voir Olympius (homonymie).

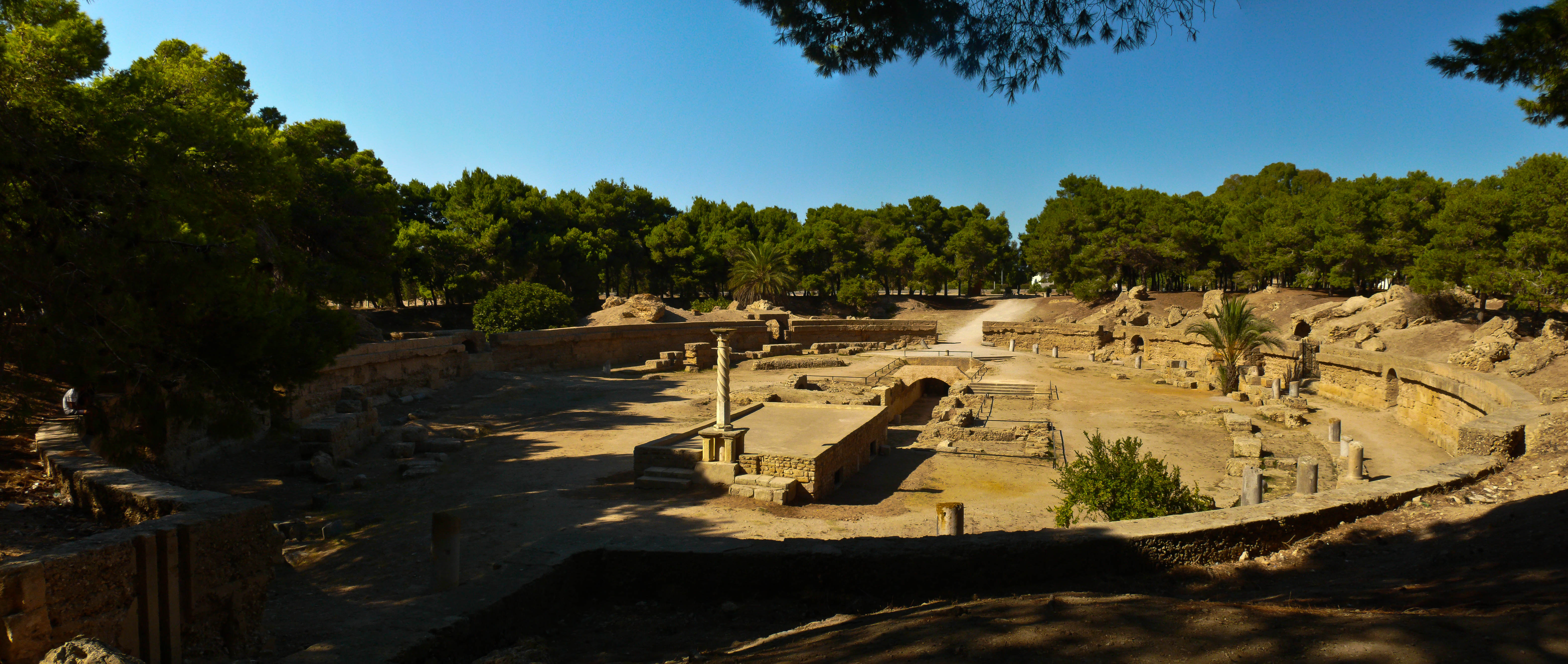
Vue des ruines de l'amphithéâtre de Carthage.

Olympius est un gladiateur africain du début du VIe siècle mentionné par Luxorius, un poète qui vivait à la cour des derniers rois Vandales. 

## Biographie
Originaire d'Égypte, Olympius était venator ou bestiaire à l'amphithéâtre de Carthage, capitale du royaume vandale, où il conquit une grande renommée. Luxorius nous dit qu'il était noir (nigro) et doté d'une force herculéenne, et qu'il était l'idole du public quand il combattait seul dans l'arène les bêtes sauvages, ou quand il les combattait avec d'autres gladiateurs.
Olympius est mort très jeune (Luxorius nous dit qu'il est mort avant d'avoir atteint l'âge adulte), probablement lors d'une chasse à l'amphithéâtre. Luxorius composa en latin une épitaphe en l'honneur du jeune gladiateur :
Venator jucunde nimis atque arte ferarum

Saepe placens, agilis, gratus, fortissimus, audax,

Qui puer ad juvenes dum non adjunxeris annos,

Omnia maturo conplebas facta labore.

Qui licet ex propria populis bene laude placeres,

Praestabas aliis ut tecum vincere possent.

Tantaque mirandae fuerant tibi praemia formae,

Ut te post fatum timeant laudentque sodales.

Heu nunc tam subito mortis livore peremtum

lste capit tumulus, quem non Karthaginis arces

Amphitheatrali potuerunt ferre triumpho!

Sed nihil ad Manes hoc funere perdis acerbo:

Vivet fama tui post te longaeva decoris,

Atque tuum nomen semper Karthago loquetur.
L'épitaphe ne paraît pas être une œuvre purement littéraire ; tout fait supposer qu'elle a été reproduite sur le tombeau d'Olympius.
Les poèmes de Luxorius prouvent la survie de la gladiature dans le royaume vandale d'Afrique.

## Source primaire
- Anthologie latine